# Gare de Tarvisio Centrale
 (juillet 2018).
Si vous disposez d'ouvrages ou d'articles de référence ou si vous connaissez des sites web de qualité traitant du thème abordé ici, merci de compléter l'article en donnant les références utiles à sa vérifiabilité et en les liant à la section « Notes et références ».
La gare de Tarvisio Centrale est une ancienne gare ferroviaire italienne utilisée comme étape internationale de passage entre le réseau italien et le réseau autrichien. Elle est située au nord-est de la partie habitée de Tarvisio, dans le Frioul, à proximité de la frontière avec l'Autriche ; jusqu'à sa fermeture en 2000 à la suite de l'ouverture du nouveau tracé de la Pontebbana, elle est la gare centrale et principale de la ville.

## Historique
En 1870, Tarvisio, alors en territoire austro-hongrois, est rejoint par la ligne ferroviaire Tarvisio-Ljubljana gérée par la Kronprinz Rudolfbahn (KRB). Une première gare se trouvait alors dans une zone correspondant à l'extrémité sud-ouest de l'actuelle gare de Tarvisio Boscoverde. En 1873, la KRB achève la ligne Rudolfiana, ouvrant ainsi le tronçon Villach-Tarvisio. La nouvelle ligne a pour terminus une nouvelle gare à laquelle est rattachée la ligne pour Ljubljana via une section qui traverse le lit du torrent Slizza sur un pont en fer. La première gare de Tarvisio, se trouve alors de l'autre côté de la bifurcation vers Villach, qui est située près de son extrémité nord ; elle est en partie abandonnée en faveur des nouvelles installations. La station originelle de la ligne Tarvisio-Ljubljana est renommé Alt Tarvis (en français Tarvisio Ancienne) tandis que la nouvelle prend le nom de la précédente et est rebaptisée Tarvis. La ligne Pontebbana, provenant d'Udine et traversant ce qui est alors la frontière entre l'Autriche-Hongrie et l'Italie, à Pontebba, voit son dernier tronçon achevé en 1879 ; elle a pour terminus la gare de Tarvisio. La voie traverse à cette époque la zone habitée de Tarvisio, qui est par la suite dotée d'une gare baptisée Stadt Tarvis. Cinq ans plus tard, en 1884, comme toutes les installations de la KRB, la gare est nationalisée et passe à la Compagnie des chemins de fer de l'État autrichien.
Après la Première Guerre mondiale, en application du traité de Saint-Germain-en-Laye, la frontière entre l'Italie et l'Autriche est déplacée. Tarvisio et ses gares passent en territoire italien et ces dernières sont reprises par les Ferrovie dello Stato Italiane (FS) ; Alt Tarvis est renommée Tarvisio Vecchia, Tarvis est rebaptisée Tarvisio Sobborgo, tandis que Stadt Tarvis devient Tarvisio Città. Tarvisio Sobborgo, rebaptisée Tarvisio Centrale en 1924, devient gare internationale de passage : un gare ferroviaire près de laquelle se retrouvent les services du réseau ferroviaire italien, géré par les FS sur la Pontebbana, ceux du réseau autrichien, sur la Rudolfiana, et ceux du réseau yougoslave de la ligne Tarvisio-Ljubljana.
Après la Seconde Guerre mondiale, la frontière avec la Yougoslavie est fermée et le tronçon entre Tarvisio et les lacs de Fusine est exploité par les FS ; il est fermé en 1965. Dans les années 1960, la Pontebbana subit des travaux de modernisation et de développement ; à Tarvisio Centrale, un nouveau bâtiment principal est construit et inauguré en novembre 1969.
Un nouveau tracé de la ligne Pontebbana, plus rapide et moins tortueux que le précédent, est achevé en 2000. Tarvisio est alors desservie par une nouvelle gare, l'actuelle Tarvisio Boscoverde, édifiée à proximité du tronçon de raccord de la ligne Tarvisio-Ljubljana et de l'ancienne gare de Tarvisio Vecchia. Le 26 novembre, en conséquence de l'ouverture des nouvelles infrastructures, la gare de Tarvisio Centrale est fermée au trafic et abandonnée.